# Henrik Nordensköld

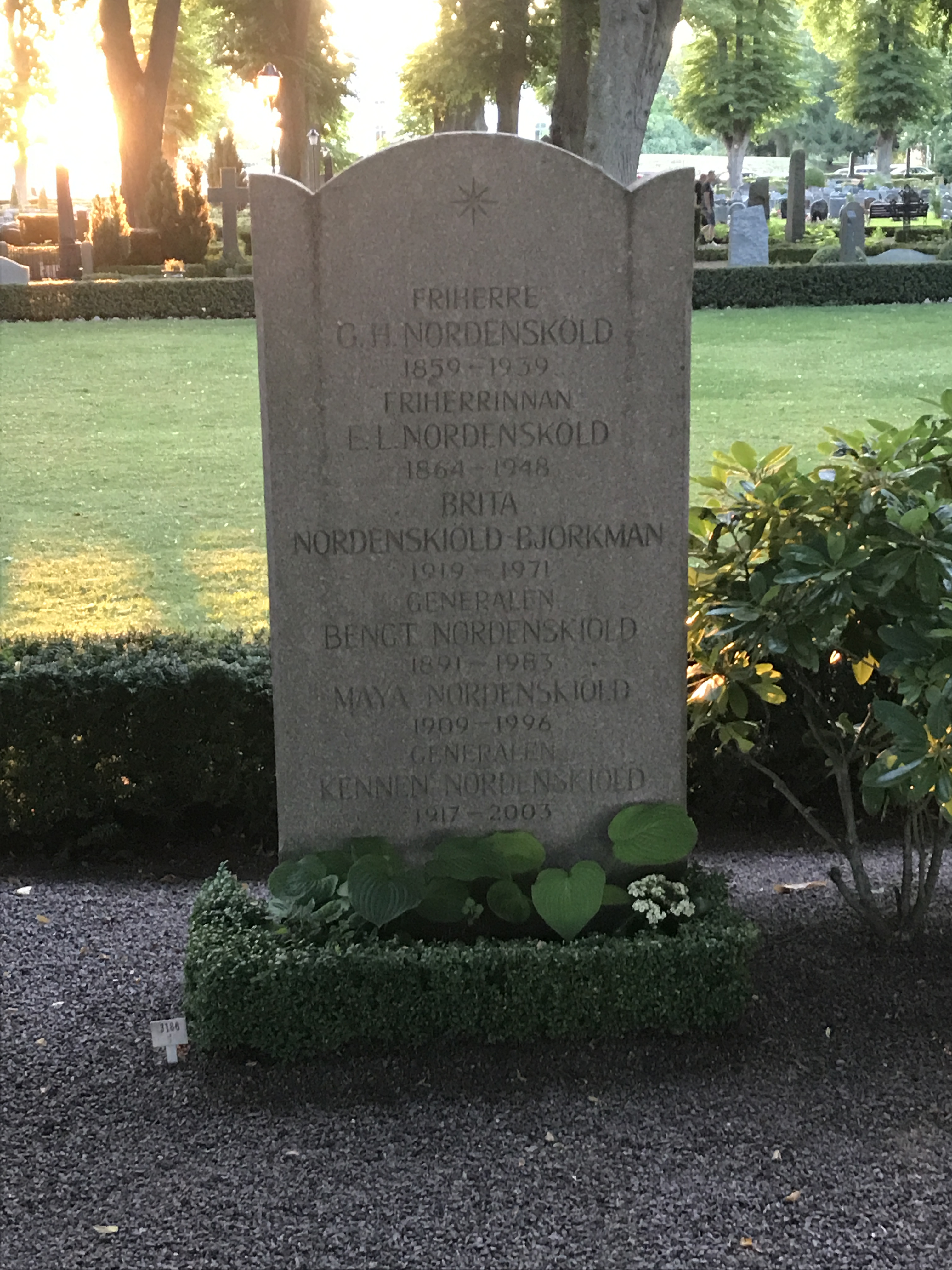
G.H. Nordenskölds grav på Södra kyrkogården i Kalmar.

Gustaf Henrik Nordensköld, G.H. Nordensköld, född 11 augusti 1859 i Runstens socken,  Kalmar län, död 1 juni 1939 i Engelbrekts församling, Stockholm, var en svensk friherre och företagsledare. Han var far till Bengt Nordenskiöld.

## Biografi
Nordensköld avlade officersexamen 1883, blev underlöjtnant vid Gotlands nationalbeväring samma år, löjtnant vid Gotlands infanteriregemente 1890 och i regementets reserv 1892–1898 samt erhöll avsked 1894. Han var kamrer vid Livförsäkrings AB Norrland 1889–1897, blev direktör i Återförsäkrings AB Hermes 1897, i Skånska Cement AB 1907, kassadirektör i AB Skånska Cementgjuteriet 1907, i Limhamns Hamn AB och Malmö-Limhamns Järnvägs AB och andra bolag. Han var vice ordförande i Riksbankens Malmökontor från 1918; senare ordförande. Han var ledamot av Malmö stads stadsfullmäktige (och drätselkammaren) 1906–1918. Nordensköld vilar i en familjegrav på Södra kyrkogården i Kalmar.